# 石井麻由子
石井 麻由子（いしい まゆこ、1970年12月30日 - ）は、元NHKのアナウンサー。東京都日野市出身。

## 経歴・人物
1989年、国際基督教大学高等学校卒業。
1989年、慶應義塾大学法学部政治学科に合格し入学。
在学中に授業料、寮費など全額支給の交換留学生として選出され、アメリカ・ミシガン州のウェスタンミシガン大学に8か月留学。
1994年、法学部政治学科を卒業後、NHKにアナウンサーとして入社。
初任地は新潟放送局で、その後、東京アナウンス室に移動し、結婚した。名古屋放送局時代は単身赴任だったが、これは、2005年に開催された愛・地球博の関連番組に対応するためであった。その後妊娠、出産準備のため東京へ戻った。産休に入るまでは身体の負担が軽いナレーションやラジオニュースの仕事が中心だった。出産・育児休暇明けとなる2008年春、子育てに配慮して昼前の首都圏ローカル番組の担当となった。
その後一時退職し、2011年8月放送の『ラジオあさいちばん』（NHKラジオ第1放送）に出演、「ワールドリポート」コーナーで、「シンガポール在住の元NHKアナウンサー、石井麻由子さん」として紹介され、シンガポールの幼稚園事情についてリポートした。
2014年からNHK放送研修センター・日本語センター現NHK財団専門委員として復職し、10月8日からラジオニュースやNHK BSニュースに不定期出演しているが、NHK公式サイト「アナウンスルーム」には名前がない。しかし、NHK放送研修センター・日本語センターの「講師アナウンサー一覧」に写真と氏名が掲載されており、現在は同センターへの専門委員として放送に携わっている。
2022年に英語コーチ業を開始、その後メリディアンプロモーション所属アナウンサーとなる。

## 現在の担当番組
- NHKラジオニュース （水曜日の11時50分の関東の気象情報、14時のニュース、14時30分のニュース、14時55分の関東のニュース・気象情報）
- 身近なことからSDGs（2023年10月第2週目から　牛窪万里子との交代でMC）

## 過去の担当番組
- おはよう新潟
- BS情報パークワイド東京（柘植恵水との隔週交代）
- NHKニュース7 ニュースリーダー（2000年3月 - 2002年3月、柘植恵水・秋野由美子と隔週交替）
- NHK週刊ニュース（2001年8月11日・2002年2月9日）住吉美紀の代理キャスター
- NHKニュース10キャスター（2002年8月26日 - 9月6日）森田美由紀の夏休みに伴い、メインキャスター代理に
- デジタル・スタジアム
- 首都圏ネットワーク（2003年4月 - 2004年3月）
- おはよう東海（2004年4月 - 9月）
- ほっとイブニング（2004年10月 - 2005年9月。2005年3月まではメインキャスターを、2005年4月以後は愛・地球博会場内グローバルスタジオからの中継を担当）
- お昼ですよ!愛・地球博（2005年4月 - 9月、愛・地球博開催中）
- ウイークエンド中部（2006年4月8日 - 2007年3月31日）
- 情報フレッシュ便 さらさらサラダ（2006年4月24日、アナたに聞きたいのコーナーに登場）
- こんにちはいっと6けん（2008年4月4日 - 2011年3月）
- NHK海外ネットワーク（2009年9月6日、長尾香里の代理）
- NHKニュースおはよう日本（2010年10月23日 - 10月24日、守本奈実の代理）
- NHKニュース (正午)（2011年4月4日 - 8日・11日の首都圏ローカル枠、東日本大震災関連の編成によるもの）
- 極める!「グッチ裕三のお米学」  語り手

## 同期のアナウンサー
久保純子、小田切千、三上弥、髙橋美鈴、坂梨哲士 、三橋大樹、品田絵美　ほか